# Ги Корно
Ги Корно (на френски: Guy Corneau) е канадски психолог, юнгианец, драматург.

## Биография
Роден е на 13 януари 1951 година в Шикотими, Квебек. В 1972 година завършва бакалавърска степен по комуникация в Колежа „Лойола“ в Монреал. Работи като актьор, а в 1976 година получава магистърска степен в Университета на Монреал. През 1981 година завършва Аналитична психология в „Института Карл Густав Юнг“ в Цюрих, след което работи като психоаналитик на частна практика. Става член на Асоциацията на юнгианските психоаналитици на Квебек. През 1989 година книгата му „Отсъстващи бащи, изгубени синове“, в която изследва връзката и значението на бащите в живота на синовете, получава широк отзвук в Канада и извън нея.
Корно създава или участва в създаването на редица социални групи за взаимопомощ на мъже, актьори, терапевти. Участва в радио и телевизионни проекти като специалист по психология на мъжете, пише в специализирани и популярни издания.
През 2007 година е установено, че е болен от рак, който преодолява. Описва опита си в книгата „Възраждане“ (Revivre!, 2011).
Умира на 5 януари 2017 година.

## Трудове
На български език:
- Ги Корно, Отсъстващи бащи, изгубени синове. По следите на изгубената мъжка идентичност, София, Наука и изкуство, 1998
- Ги Корно, Има ли щастлива любов? Изд. Колибри, 1999
- Ги Корно, Най-доброто в нас. Как да го разпознаем, как да го развием, как да го изразим. Изд. Колибри, 2009
- Ги Корно, Отсъстващи бащи, изгубени синове. По следите на изгубената мъжка идентичност, София, Изток-Запад, 2017

На френски език:
- Père manquant, fils manqué, Éditions de l'Homme, 1989
- Comme un cri du cœur, Guy Corneau, Éditions l'Essentiel, 1992
- L'Amour en guerre, Éditions de l'Homme, 1996
- N’y a-t-il pas d'amour heureux ?, Robert Laffont, 1997
- La Guérison du cœur, Robert Laffont, 2000, Éditions de l'Homme, 2000
- Victime des autres, bourreau de soi-même, Robert Laffont, 2003
- Le Meilleur de soi, Robert Laffont, 2007
- Revivre!, Éditions de l'Homme, 2011